# Lukas R. Vogel
Lukas Rolf Vogel (* 28. Oktober 1959 in Zofingen; † 5. Juli 2016 in Samedan) war ein Schweizer Maler, der für seine alpenländischen Landschaftsbilder bekannt war. Sein Werk konzentrierte sich auf die Berglandschaften des Engadins und Bergells.

## Leben und Werdegang
Vogel wurde 1959 in Zofingen geboren. Er zog 1980 ins Engadin, um dort seine Ausbildung in Optik zu absolvieren. Während dieser Zeit entwickelte er eine Leidenschaft für Berglandschaften, zunächst als Fotograf, bevor er sich der Malerei zuwandte.
Vogel war Autodidakt und wurde für seine Ölgemälde bekannt, mit der er die Schönheit der Alpenlandschaften einfing. Neben seiner Arbeit als Maler war er auch als Musiker aktiv und organisierte private Konzerte in seinem Atelier.

## Künstlerischer Stil und Werk
Vogels Malerei war durch eine Mischung aus realistischen und abstrakten Elementen geprägt. Er arbeitete vorwiegend mit Ölfarben und verwendete gelegentlich 24-karätiges Blattgold, um seine Leinwände zu veredeln. Seine Werke lassen sich in vier Hauptserien einteilen:
- Verum: Realistische Ölgemälde der Engadiner und Bergeller Berglandschaften.
- Momentum: Minimalistische und abstrakte Interpretationen alpiner Berggipfel.
- Impression: Verwendung von Blattgold auf farbigen Hintergründen, um einen ätherischen Effekt zu erzielen.
- PopMomentum: Kombination aus leuchtenden Farben mit minimalen Schatteneffekten, wodurch Bergsilhouetten betont werden.[5]

Vogel wurde stark von den Schweizer Romantikern des 19. Jahrhunderts beeinflusst, insbesondere von Alexandre Calame und François Diday. Während Calame und Diday die Natur als eine dramatische Kraft darstellten, interpretierte Vogel die Alpen mit einem moderneren Ansatz, der realistische Details mit abstrakten Kompositionen verband.
Seine Werke wurden in der Schweiz und international ausgestellt, insbesondere in der Galerie Palü in Pontresina, Zürich und St. Moritz.

## Rezeption
Nach seinem Tod am 5. Juli 2016 wurde Vogels Werk weiterhin geehrt. In den Jahren 2024–2025 widmete die Galerie Palü ihm eine Retrospektive mit dem Titel Horizonte überschreiten – eine künstlerische Expedition, in der seine bedeutendsten Werke präsentiert wurden. Zudem ist sein Profil im SIKART, dem Online-Lexikon des Schweizer Instituts für Kunstwissenschaft, verzeichnet, was seine Bedeutung in der zeitgenössischen Schweizer Landschaftsmalerei unterstreicht.